# もしかして花月
もしかして花月（もしかして　かげつ）は、朝日放送（ABCテレビ）で1985年4月から1986年3月まで放送された
吉本新喜劇風の舞台コメディ。

## 概要
1985年4月から10月までは「わいわいサタデー」に内包されたが、1985年10月から1986年3月までは単独として「吉本ライブバラエティ・もしかして花月」として放送された。この項目では「吉本ライブバラエティ・もしかして花月」も記載する。

## 放送時間
土曜日 13:00~13:58

## ストーリー
架空の電鉄「吉本電鉄花月駅」を舞台に繰り広げるハチャメチャ新喜劇。オープニングでは花月駅のホームに降りて来た出演者が踊りを披露するのが恒例だった。　　また月亭八方が阪神タイガースのフリートークを行ったり、ゲストのアイドル歌手が歌うなどの展開もあった。

## 出演
- 花月駅員：島田紳助
- 駅長付駅員：松本竜助
- 花月駅駅員：前田政二
- 花月駅助役：池乃めだか
- 花月駅駅長：桑原和男
- 喫茶SOSマスター：月亭八方
- 喫茶店の店員：ハイヒール
- 売店の看板娘：中村京子
- ゲストのアイドル歌手
- 他 吉本コメディアン